# Chris O'Hare
Christopher O'Hare –conocido como Chris O'Hare– (West Linton, 23 de noviembre de 1990) es un deportista británico que compite en atletismo, especialista en las carreras de mediofondo.
Ganó una medalla de bronce en el Campeonato Europeo de Atletismo de 2014 y dos medallas en el Campeonato Europeo de Atletismo en Pista Cubierta, en los años 2015 y 2019.

## Palmarés internacional
| Campeonato Europeo                   | Campeonato Europeo      | Campeonato Europeo | Campeonato Europeo |
| Año                                  | Lugar                   | Medalla            | Prueba             |
| ------------------------------------ | ----------------------- | ------------------ | ------------------ |
| 2014                                 | Zúrich (Suiza)          | Medalla de bronce  | 1500 m             |
| Campeonato Europeo en Pista Cubierta |                         |                    |                    |
| Año                                  | Lugar                   | Medalla            | Prueba             |
| 2015                                 | Praga (República Checa) | Medalla de bronce  | 1500 m             |
| 2019                                 | Glasgow (Reino Unido)   | Medalla de plata   | 3000 m             |